# متحف تاريخ الحاسوب
متحف تاريخ الحاسوب (بالإنجليزية: Computer History Museum)‏ هو متحف تأسس عام 1996 في موونتين فيو، كاليفورنيا بعد أن نقل متحف الحاسوب في بوسطن مقتنياته التاريخية إلى موفيت فيلد، كاليفورنيا، حتى يركز متحف الحاسوب على عرض المقتنيات للأطفال. لذا كان متحف تاريخ الحاسوب يعرف ب«مركز متحف تاريخ الحاسوب» حتى تم تغيير الاسم في 2001. يتخصص المعرض في الحفاظ على أجهزة عصر المعلومات وتقديم تاريخ تطور الحاسوب.

## وصلات خارجية
- موقع الويب لمتحف تاريخ الحاسوب